# Enes Zengin
Enes Zengin (* 27. Dezember 2002 in Stuttgart) ist ein deutscher Fußballspieler. Der Innenverteidiger spielt derzeit beim Karlsruher SC und steht vorrangig im Kader der zweiten Mannschaft.

## Karriere
Zengin begann als Siebenjähriger in der Jugend des VfB Stuttgart mit dem Fußballspielen. 2012 schloss er sich dem Lokalrivalen Stuttgarter Kickers an. Nach einer Station beim SC Freiburg wechselte Zengin 2020 zu den Kickers Offenbach, wo er über die U-19-Mannschaft an den Profikader herangeführt werden sollte. Im Juli 2021 unterschrieb er in Offenbach seinen ersten Profivertrag. In der Liga absolvierte Zengin allerdings kein Spiel und kam nur beim 2:1-Sieg gegen den 1. FC-TSG Königstein in der ersten Runde des Hessenpokals zum Einsatz; diesen Pokal gewann Zengin mit Offenbach 2022. 2022 schloss er sich der zweiten Mannschaft der SpVgg Greuther Fürth in der Regionalliga Bayern an. Dort kam er zu Saisonbeginn noch regelmäßig zum Einsatz, bekam aber im weiteren Saisonverlauf immer weniger Spielzeit und fehlte zuletzt verletzungsbedingt komplett. Nach nur einer Saison kehrte er nach Baden-Württemberg zurück und wechselte zum Bahlinger SC in die Regionalliga Südwest. Dort kam er zunächst nicht über die Rolle des Ergänzungsspielers hinaus und konnte sich erst gegen Saisonende in der Verteidigung etablieren.
Im Sommer 2024 wechselte Zengin zur zweiten Mannschaft des Karlsruher SC in die sechstklassige Verbandsliga Baden. Mit der Profimannschaft reiste er mit das Sommertrainingslager. Beim Auswärtsspiel gegen den 1. FC Köln im September 2024 nominierte Cheftrainer Christian Eichner ihn erstmals für den Spieltagskader der Profimannschaft. Am 7. Dezember 2024 feierte Zengin als Ersatz für den kurzfristig ausgefallenen Marcel Beifus bei der 1:3-Auswärtsniederlage gegen den 1. FC Kaiserslautern sein Profidebüt in der 2. Fußball-Bundesliga.

## Privat
Enes Zengin ist der Bruder des derzeit vereinslosen Fußballspielers Edin Zengin.